# Abbaye Marmion
Pour les articles homonymes, voir Marmion.
L’abbaye Marmion, nommée d'après Dom Marmion (1858-1923), est une abbaye bénédictine fondée en 1933 par l'abbaye Saint-Meinrad aux États-Unis, à Aurora (Illinois), près de Chicago. Elle appartient à la congrégation helvéto-américaine.
La communauté est de 42 moines et dirige un établissement secondaire réputé pour garçons de 500 élèves, avec internat, la Marmion Academy.
La communauté exploite un vaste domaine agricole et une pépinière (notamment d'arbres de Noël). Les moines collaborent aussi, dans le cadre du diocèse de Rockford et du doyenné d'Aurora, à l'assistance spirituelle de plusieurs paroisses. Ils ont en propre une paroisse à Aurora. L'abbaye a fondé en 1965 un prieuré au Guatemala, le prieuré San José.
Les bénédictins, fidèles à leur tradition de 1 500 ans, reçoivent pour des retraites spirituelles et des conférences.
Le Père abbé est actuellement le TRP Dom Vincent Bataille.

## Sources
- Site officiel de l'abbaye en anglais